# Altica ulmi
Altica ulmi är en skalbaggsart som beskrevs av Loren P. Woods 1918. Altica ulmi ingår i släktet Altica och familjen bladbaggar. Inga underarter finns listade i Catalogue of Life.